# Pyeongchang
Pyeongchang (Pyeongchang-gun) är en landskommun (gun) i provinsen Gangwon i Sydkorea. Kommunen har 42 132 invånare (2020). Kommunen är en av Sydkoreas till ytan största med en yta på 1 464 kvadratkilometer.
Pyeongchang blev känt för en större allmänhet sedan kommunen utnämndes till värd för de olympiska vinterspelen 2018, och har sedan dess i väst ofta sammanblandats med Pyongyang, Nordkoreas huvudstad. Av den anledningen stavas ibland Pyeongchang med stort C, PyeongChang.

## Geografi
Pyeongchang ligger i Taebaekbergen, på cirka 700 meters höjd. Ett antal buddhisttempel är belägna inom kommunen, inklusive Woljeongsa. 180 kilometer västerut ligger Sydkoreas huvudstad Seoul.

## Administrativ indelning

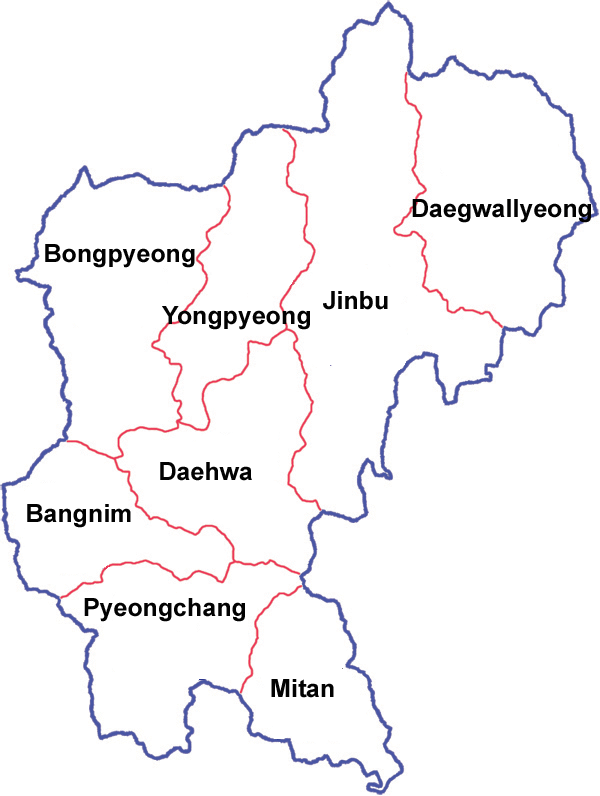
Kommunen Pyeongchang-gun

Kommunen är indelad i en köping (eup) och sju socknar (myeon):
- Pyeongchang-eup
- Bangnim-myeon
- Bongpyeong-myeon
- Daegwallyeong-myeon
- Daehwa-myeon
- Jinbu-myeon
- Mitan-myeon
- Yongpyeong-myeon

## Sport

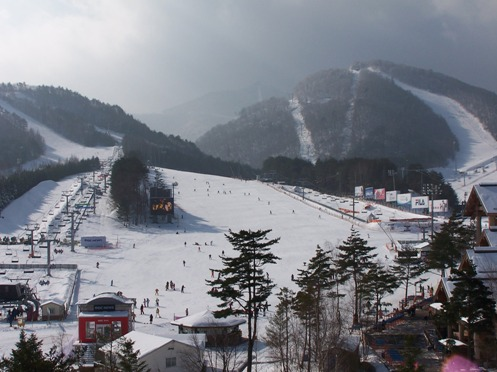
Vintersportanläggning i Pyeongchangområdet.

Pyeongchang utnämndes i juli 2011 till värd för de olympiska vinterspelen 2018. I omröstningen besegrade man Annecy (Frankrike) och München (Tyskland). Tidigare hade man med knapp marginal förlorat omröstningarna om att få arrangera spelen 2010 och 2014.
Pyeongchang har haft större vintersportarrangemang tidigare; världsmästerskapen i skidskytte 2009 genomfördes på Alpensia Biathlon Center i Pyeongchang.